# Cerambyx multiplicatus
Cerambyx multiplicatus là một loài bọ cánh cứng trong họ Cerambycidae.